# Vălari, Gorj
Vălari este un sat în comuna Stănești din județul Gorj, Oltenia, România.
În Vălari s-a născut la 01.01.1948 poetul Nicolae Vălăreanu Sârbu.
 Acest articol despre o localitate din județul Gorj este deocamdată un ciot. Puteți ajuta Wikipedia prin completarea lui.